# Географія Східного Тимору
Східний Тимор — південносхідноазійська країна, що займає східну частину острова Тимор в Малайському архіпелазі . Загальна площа країни 14 874 км² (160-те місце у світі), з яких на суходіл припадає 14 874 км², а на поверхню внутрішніх вод — 0 км². Площа країни трохи більша за площу Івано-Франківської області України. 

## Назва
Офіційна назва — Демократична Республіка Тимор-Лесте (Східного Тимору), Тимор-Лесте (Східний Тимор) (тетум Republika Demokratika Timor Lorosa'e, Timor Lorosa'e; порт. Republica Democratica de Timor-Leste, Timor-Leste). Назва країни вказує на її географічне розташування, на сході острова Тимор. Слово «тимор» (малай. timur) перекладається як схід, а «лесте» (порт. Leste) означає схід португальською. Тобто назва країни означає — Східний Схід. Місцева назва Тимор Лоросе перекладається як «Схід сонця на сході» і вказує на найсхідніше положення острова в ланцюгу Малих Зондських островів. Колишня португальська колонія Португальський Тимор (порт. Timor Português) з 1702 по 1975 роки, на відміну від західної частини острова, що належала нідерландській Ост-Індійській компанії.

## Географічне положення

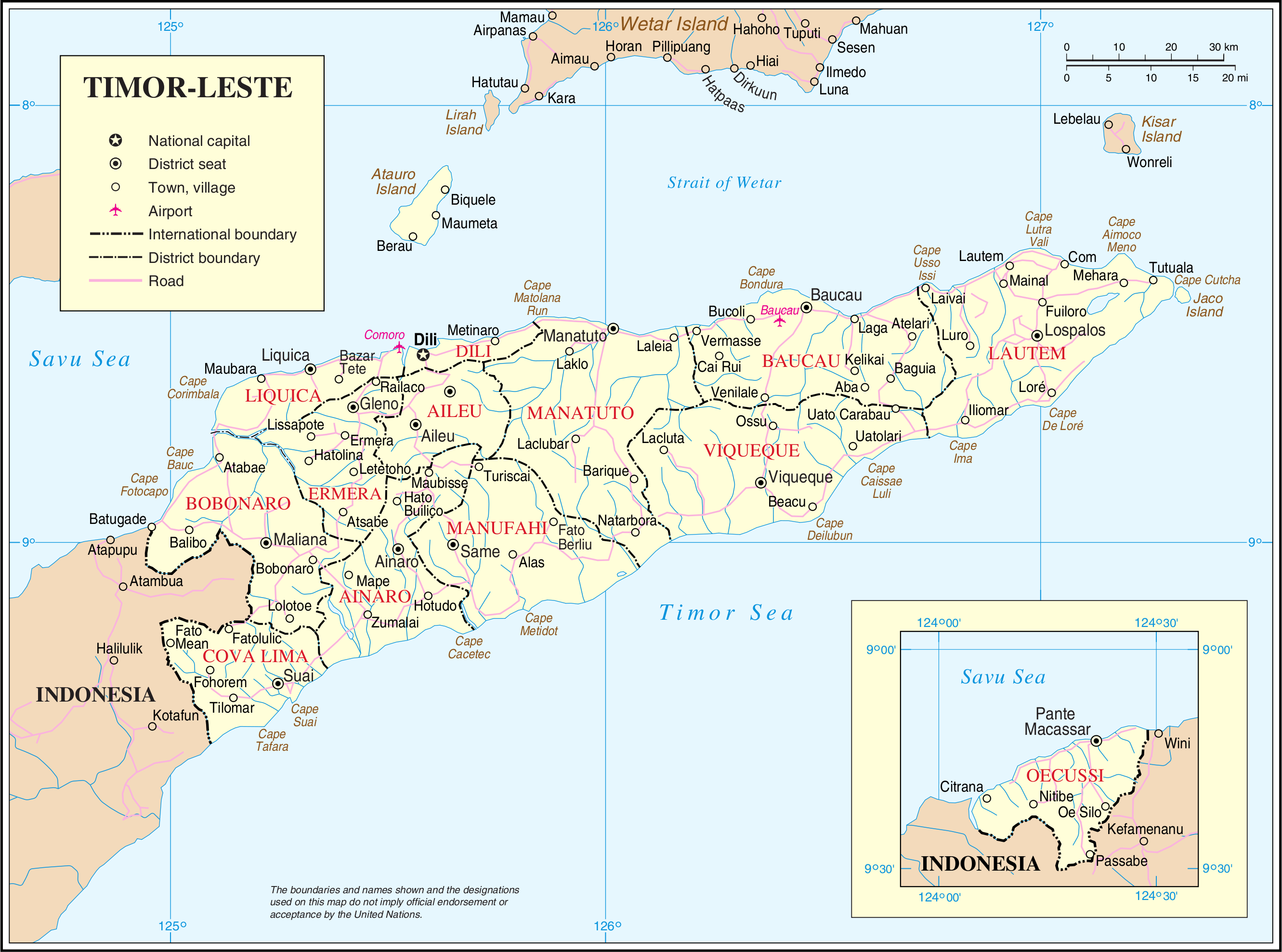
Карта Східного Тимору від ООН

Східний Тимор — південносхідноазійська країна, що межує лише з однією державою — Індонезією (спільний кордон — 253 км). Загальна довжина державного кордону — 253 км. Східний Тимор на півночі омивається водами моря Саву і протоки Ветар, що відділяє країну від однойменного острова Індонезії; на півдні — Тиморського моря. Загальна довжина морського узбережжя 706 км.
Згідно з Конвенцією Організації Об'єднаних Націй з морського права (UNCLOS) 1982 року, протяжність територіальних вод країни встановлено в 12 морських миль (22,2 км). Прилегла зона, що примикає до територіальних вод, в якій держава може здійснювати контроль, необхідний для запобігання порушень митних, фіскальних, імміграційних або санітарних законів, простягається на 24 морські милі (44,4 км) від узбережжя (стаття 33). Виключна рибальська зона встановлена на відстань 200 морських миль (370,4 км) від узбережжя.

### Час
Час у Східному Тиморі: UTC+9 (+7 годин різниці часу з Києвом).

## Геологія

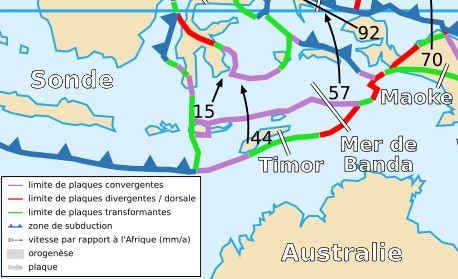
Тектоніка Тимору
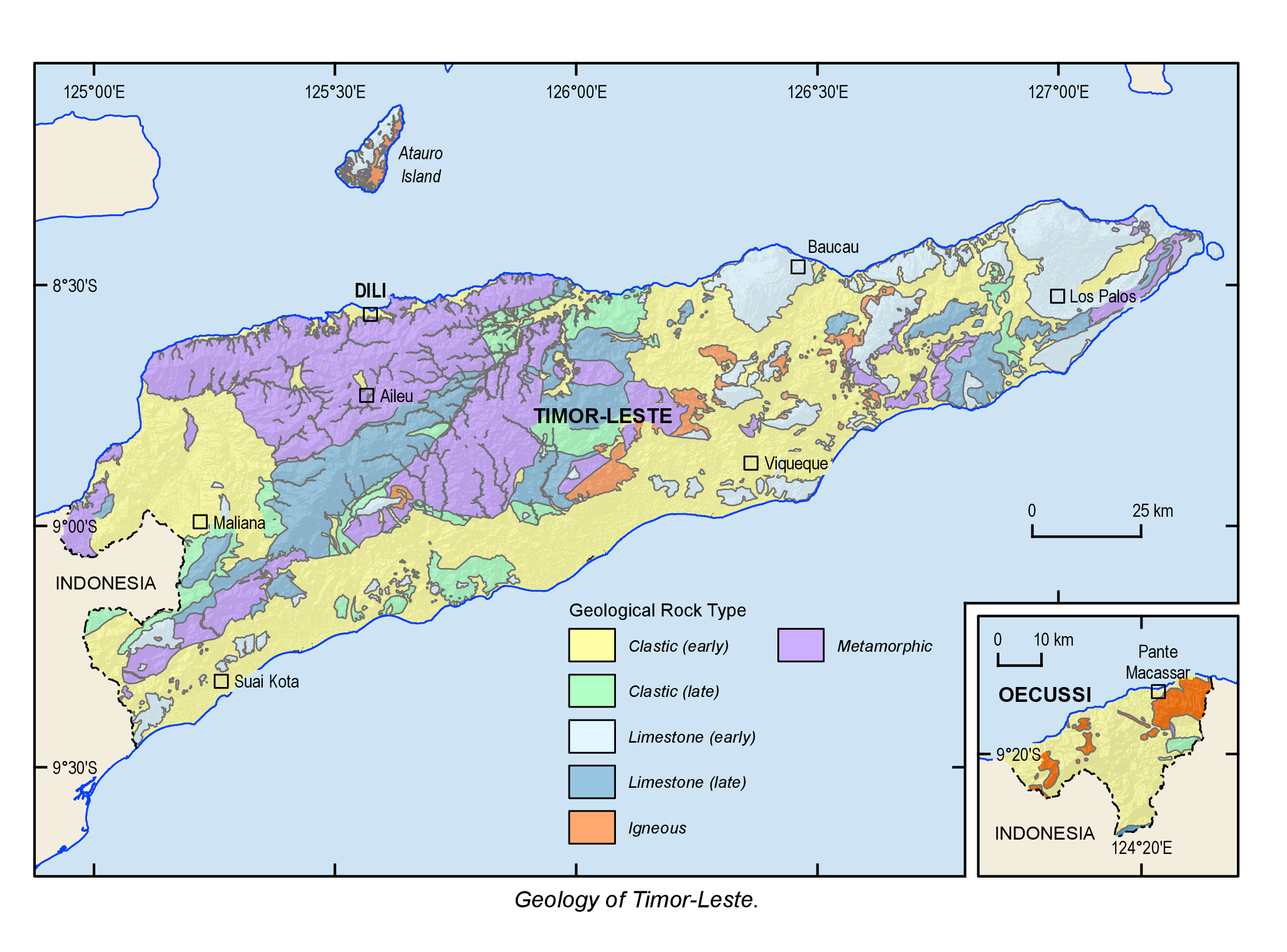
Геологічна карта Східного Тимору
Гідрогеологічна карта
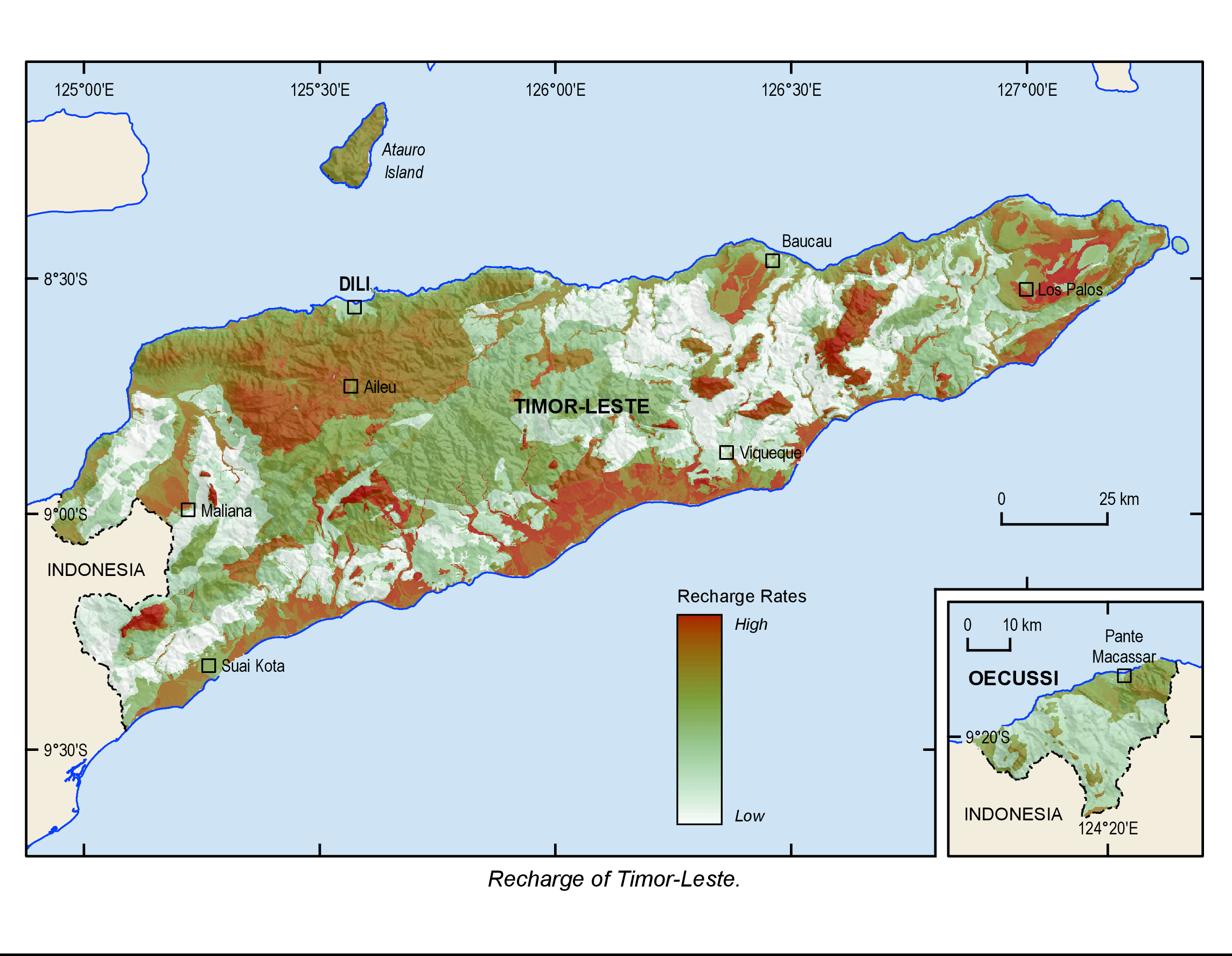
Живлення підземних вод

### Корисні копалини
Надра Східного Тимору багаті на ряд корисних копалин: золото, нафту, природний газ, марганець, мармур.

## Рельєф
Середні висоти — дані відсутні; найнижча точка — рівень вод Тиморського моря (0 м); найвища точка — гора Татамайлау (2963 м).

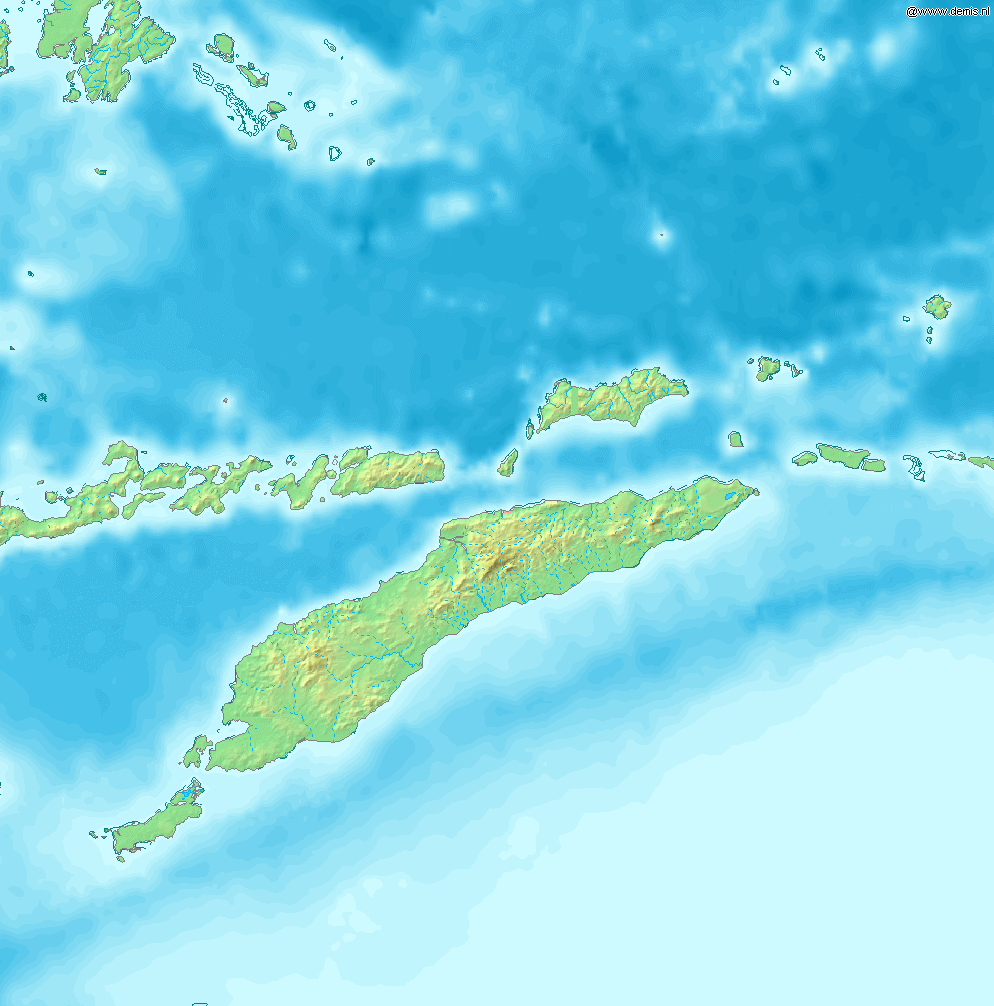
Рельєф Тимору
Гіпсометрична карта Східного Тимору
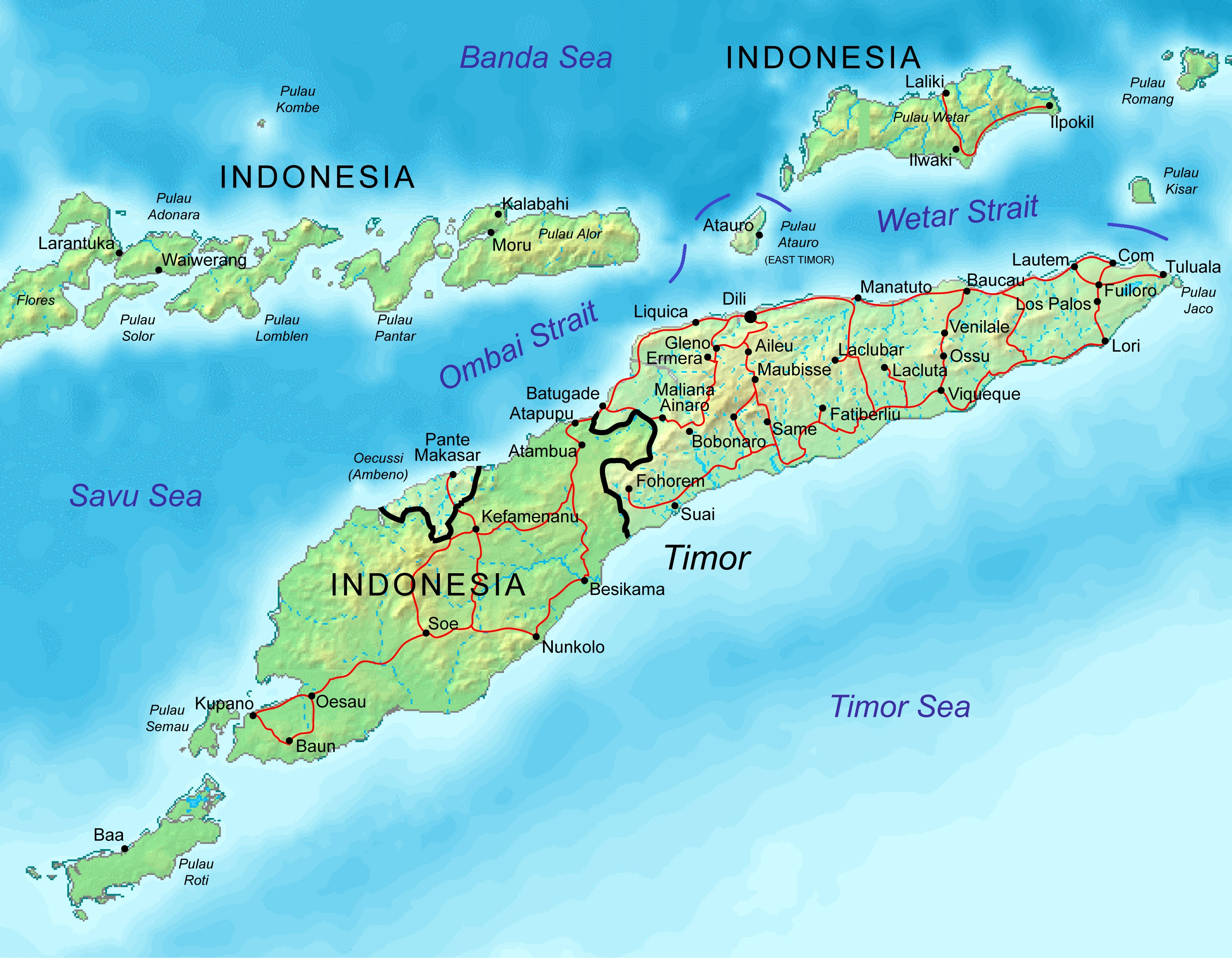
Рельєф Східного Тимору
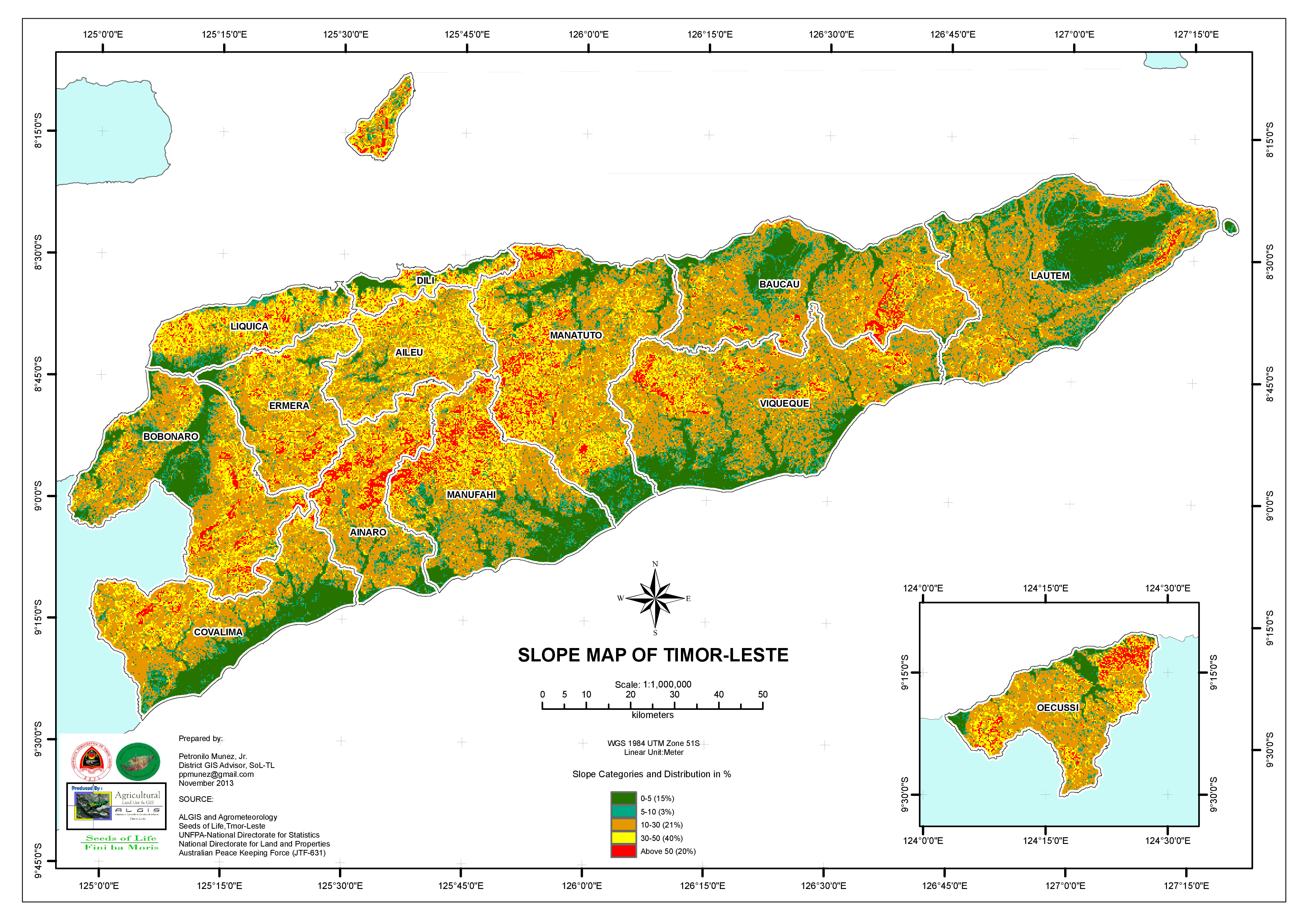
Крутизна схилів
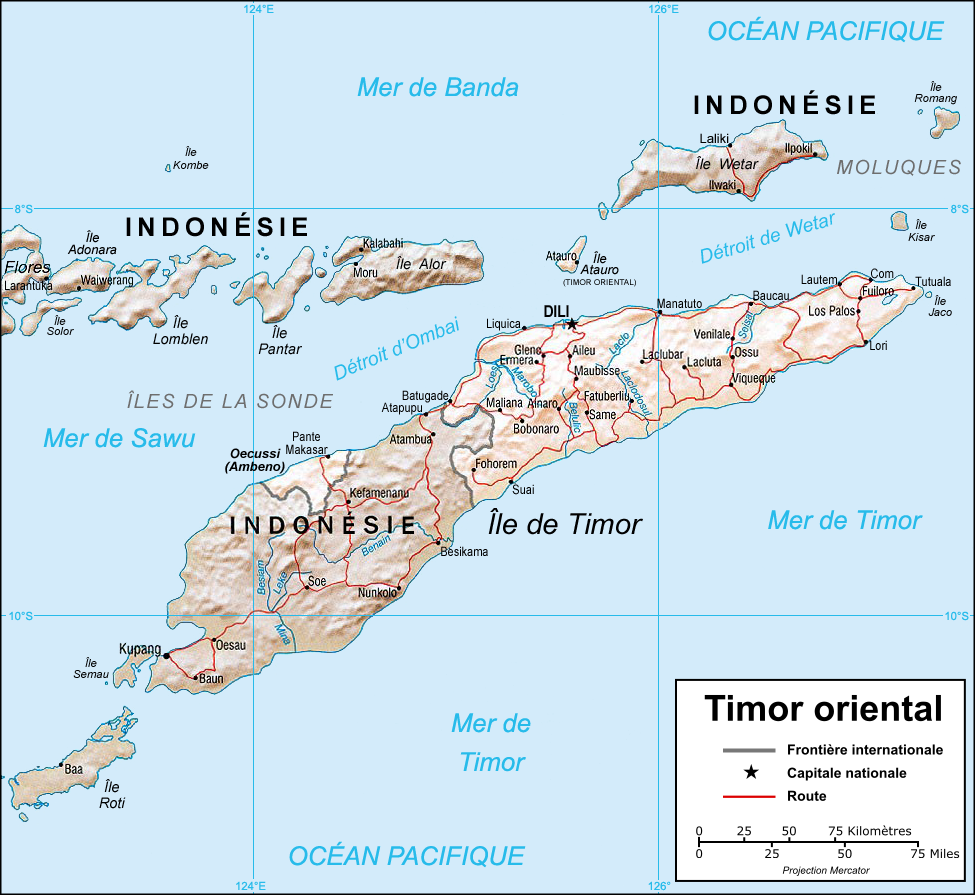
Карта країни (англ.)

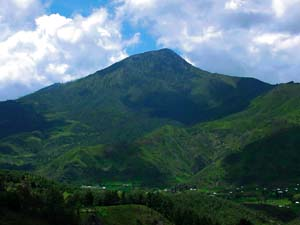
Гора Татамайлау
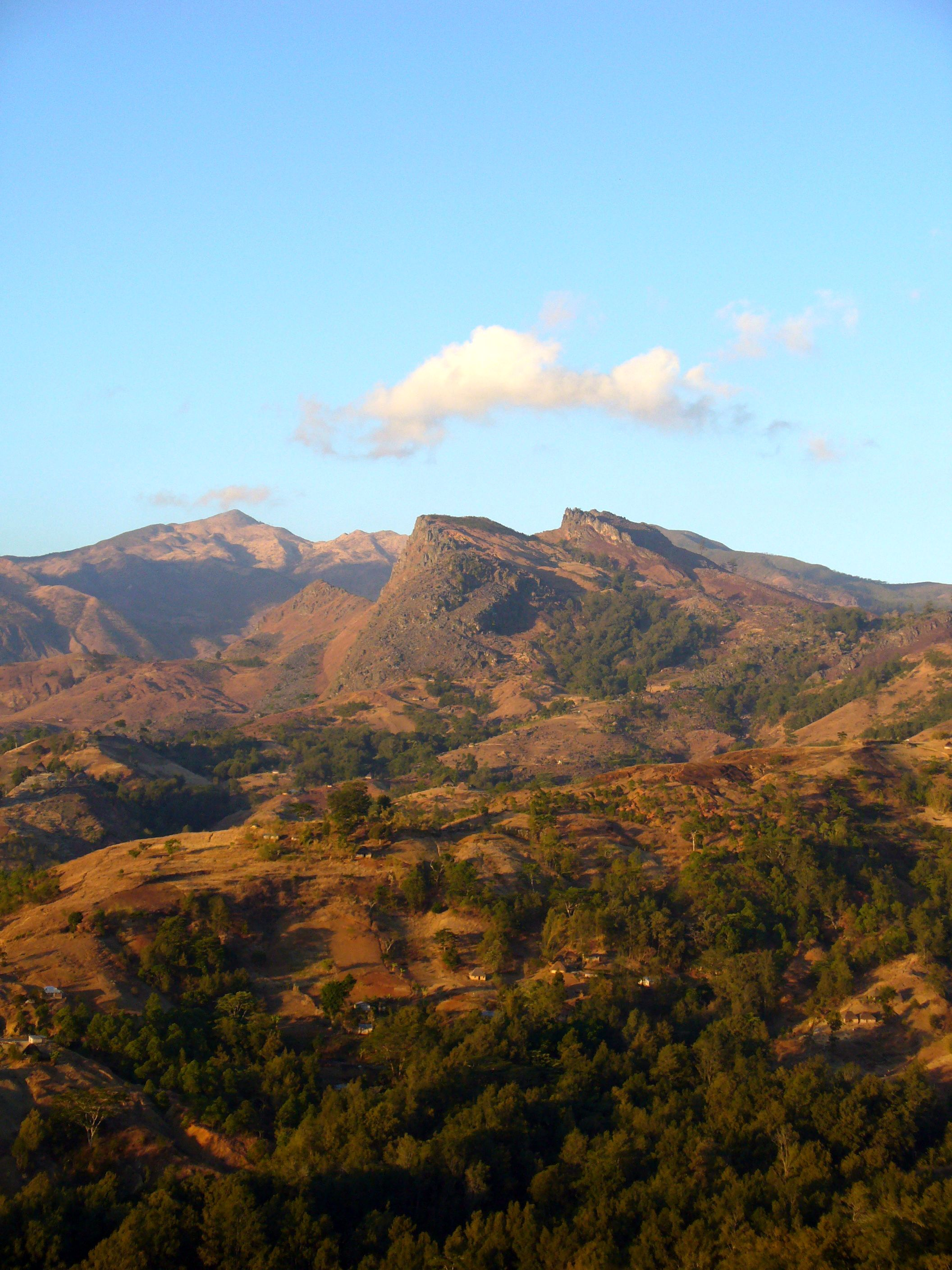
Типовий ландшафт Східного Тимору
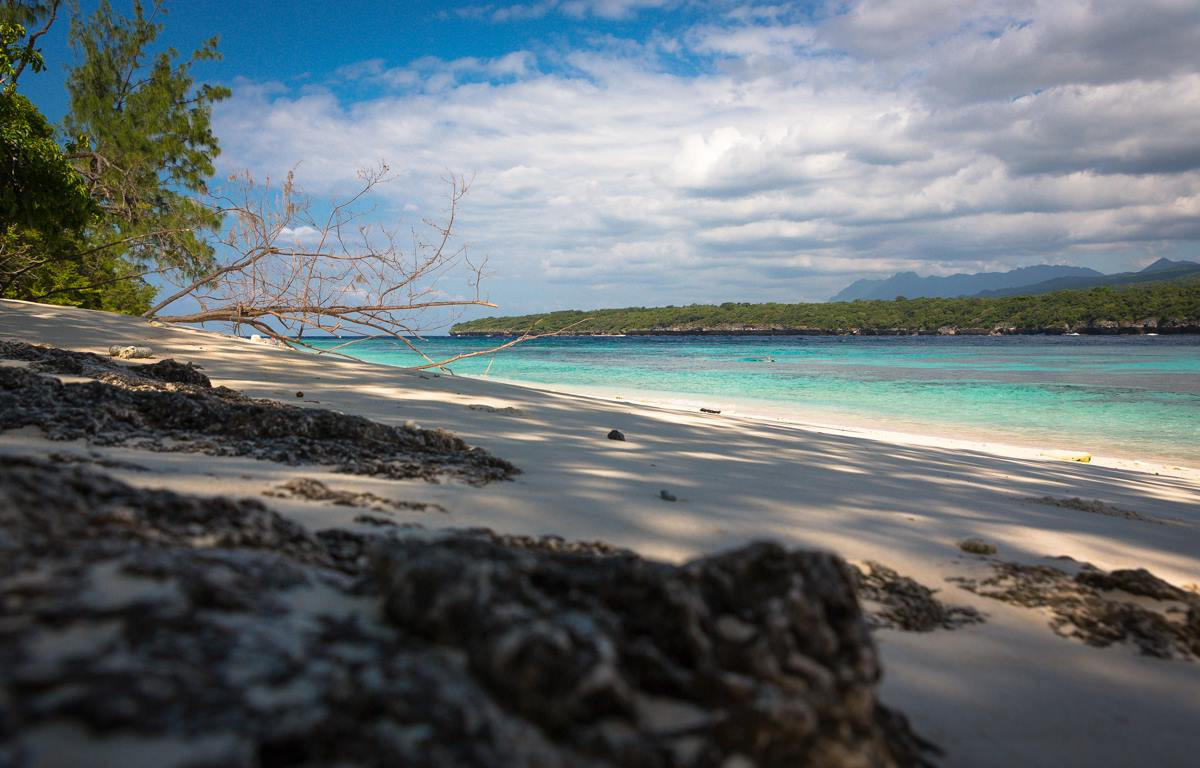
Острів Жаку
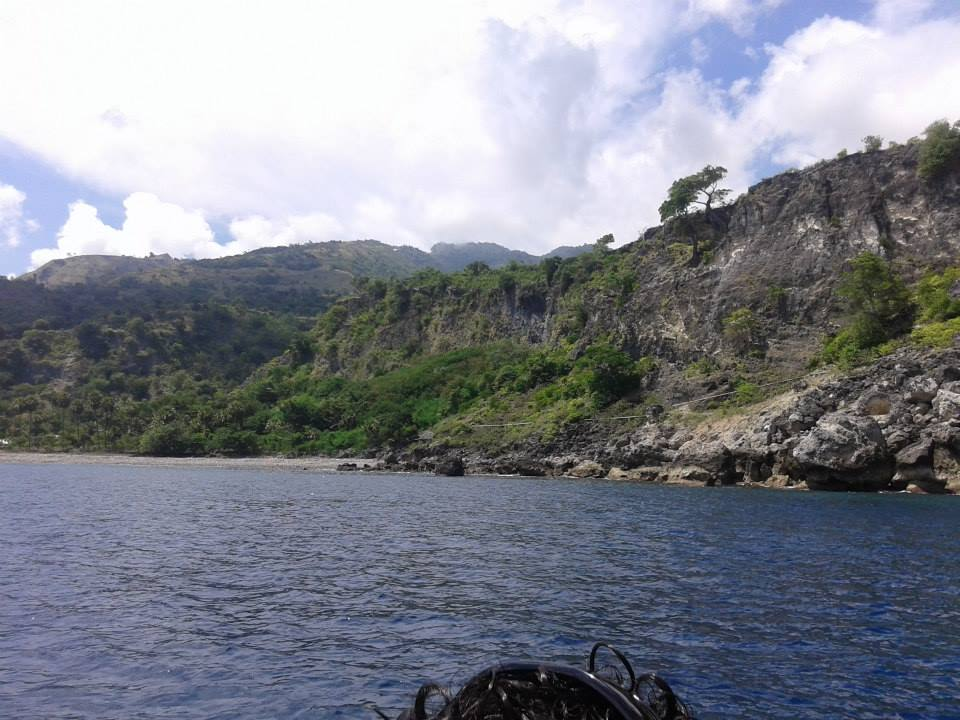
Острів Атауру

## Клімат
Територія Східного Тимору лежить у субекваторіальному кліматичному поясі. Влітку переважають екваторіальні повітряні маси, взимку — тропічні. Влітку вітри дмуть від, а взимку до екватора. Сезонні амплітуди температури повітря незначні, зимовий період не набагато прохолодніший за літній. У літньо-осінній період з морів та океанів часто надходять руйнівні тропічні циклони.

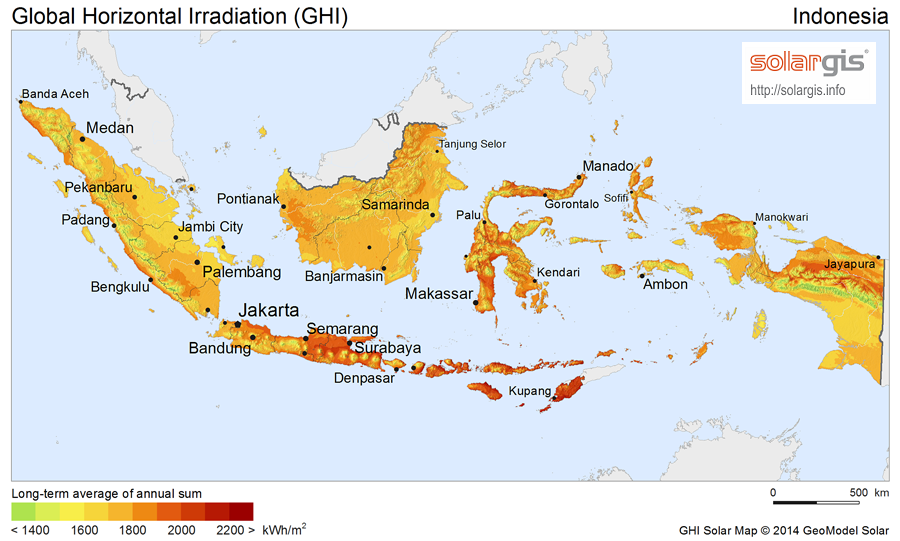
Сонячна радіація (англ.)
Кліматична карта Малайського архіпелагу (за Кеппеном)
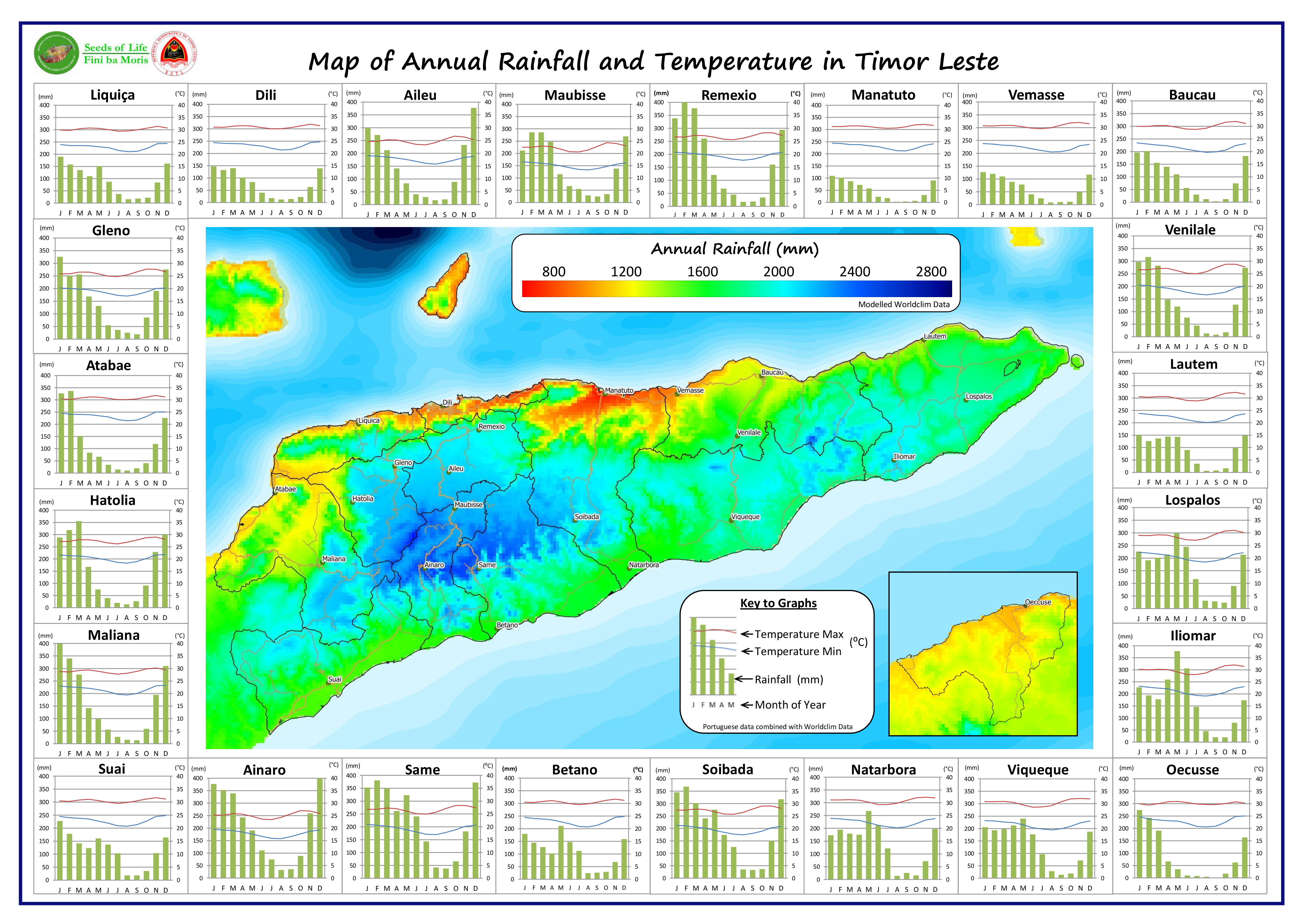
Кліматограми міст Східного Тимору
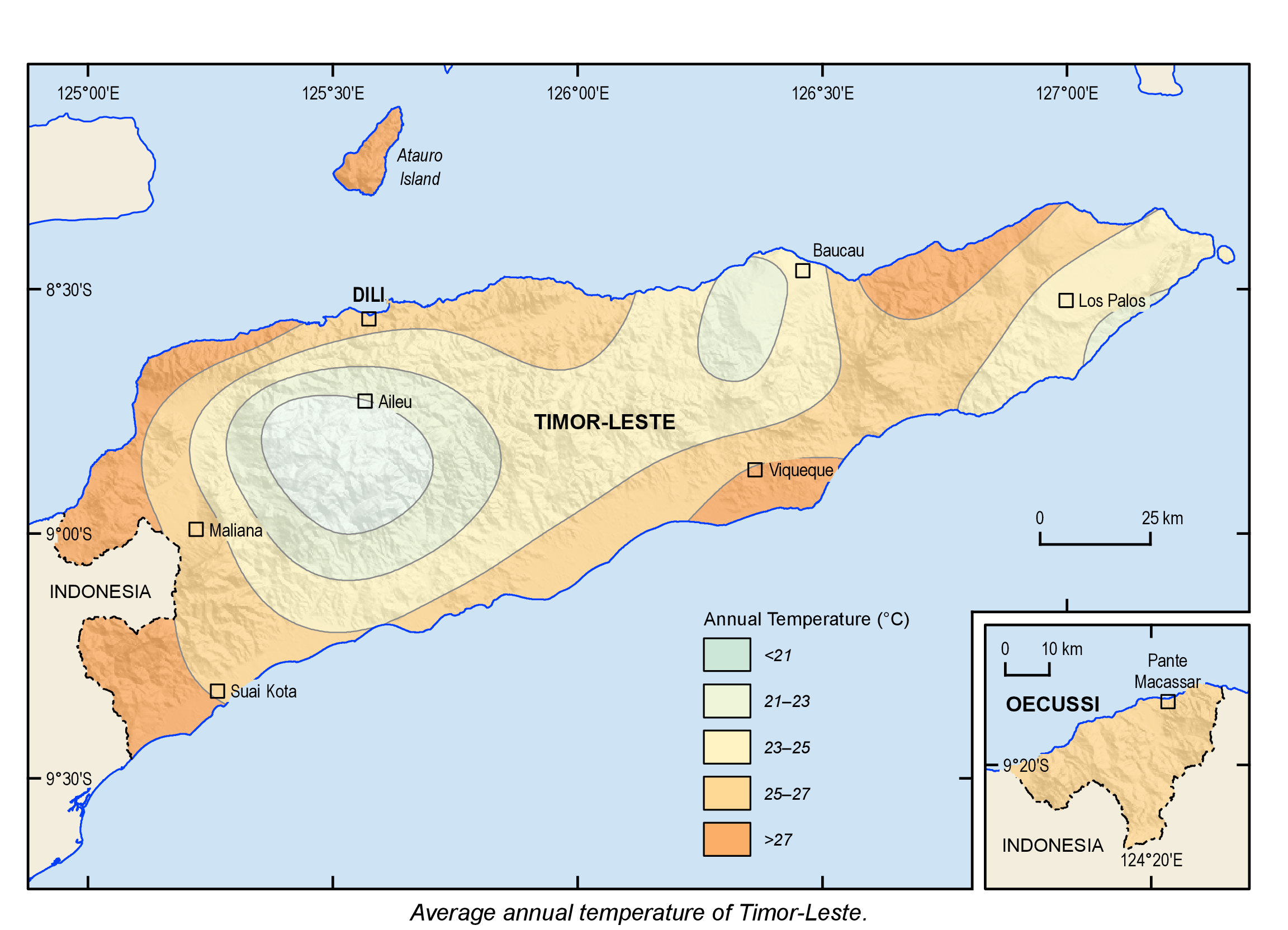
Карта середніх температур
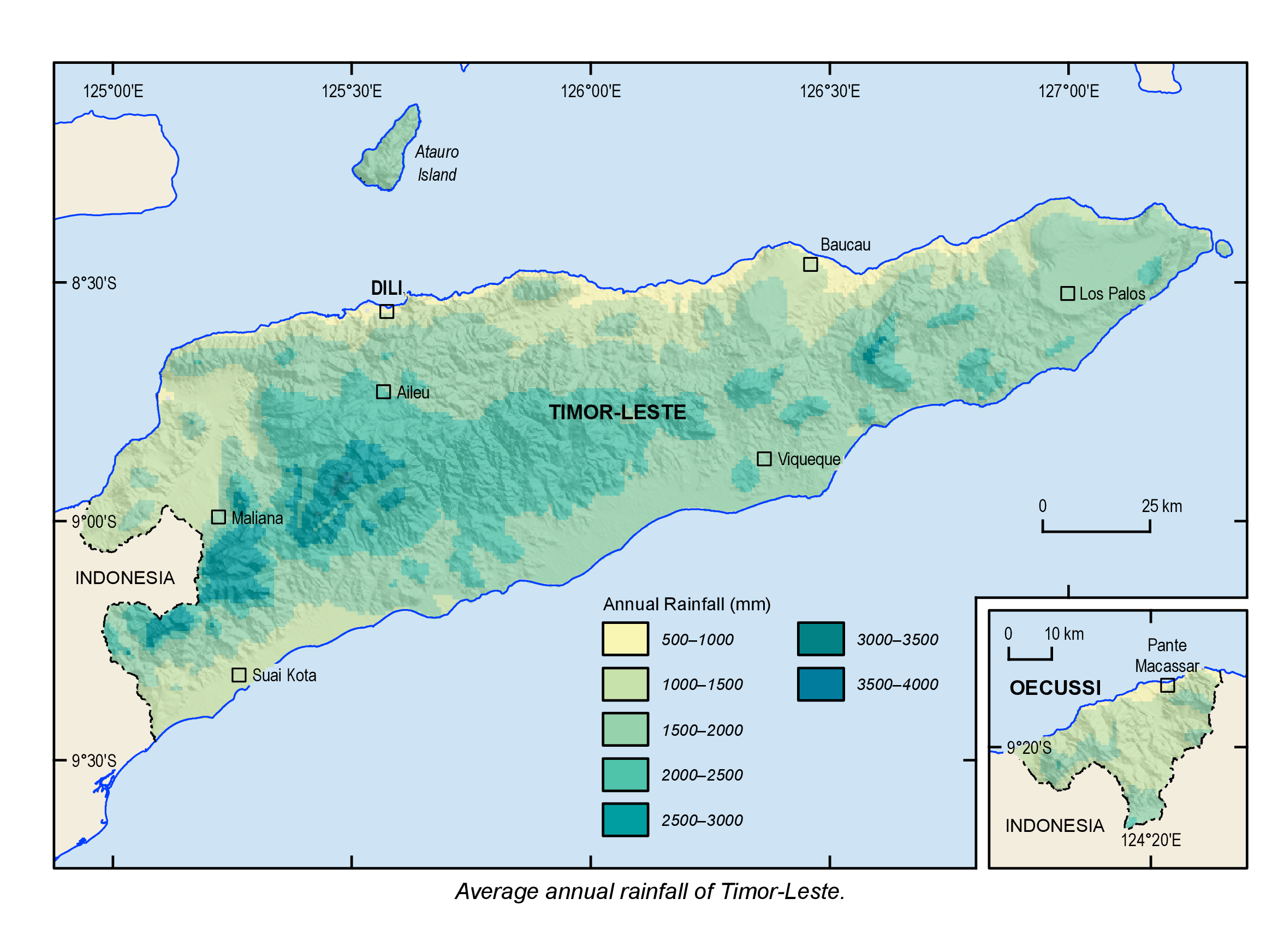
Карта атмосферних опадів
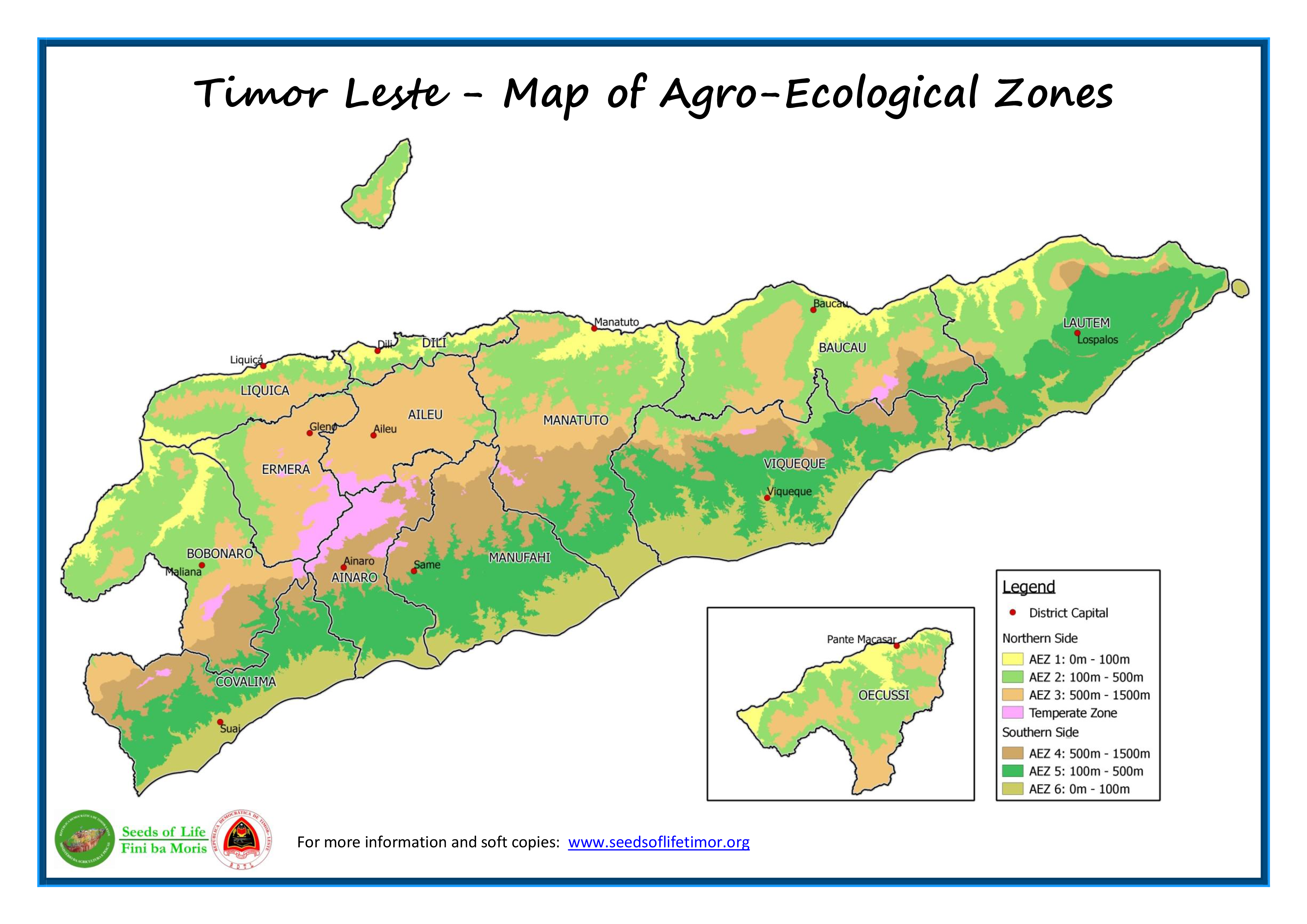
Агрокліматична карта

Східний Тимор є членом Всесвітньої метеорологічної організації (WMO), в країні ведуться систематичні спостереження за погодою.

## Внутрішні води
Станом на 2012 рік в країні налічувалось 350 км² зрошуваних земель.

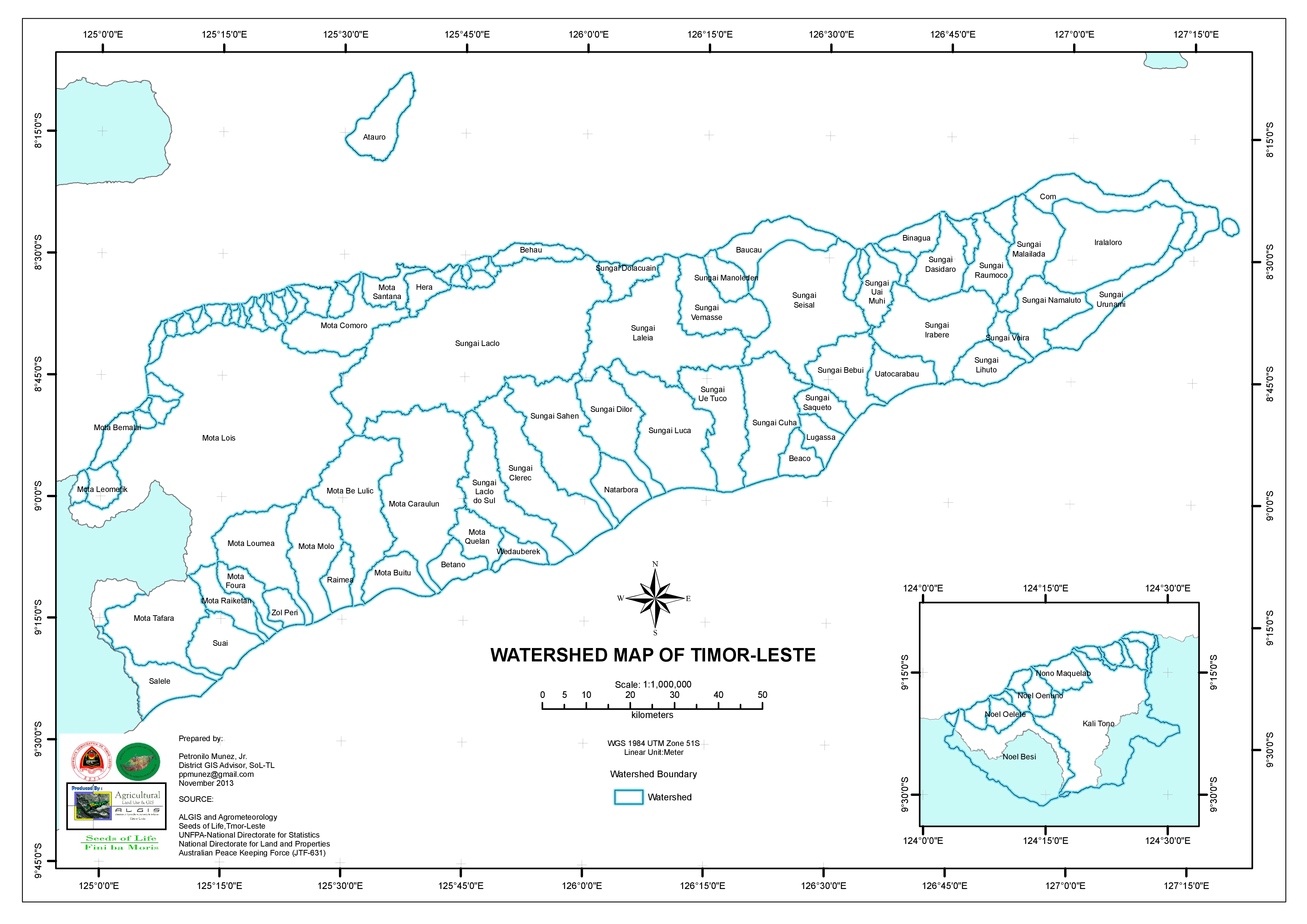
Карта вододілів Східного Тимору
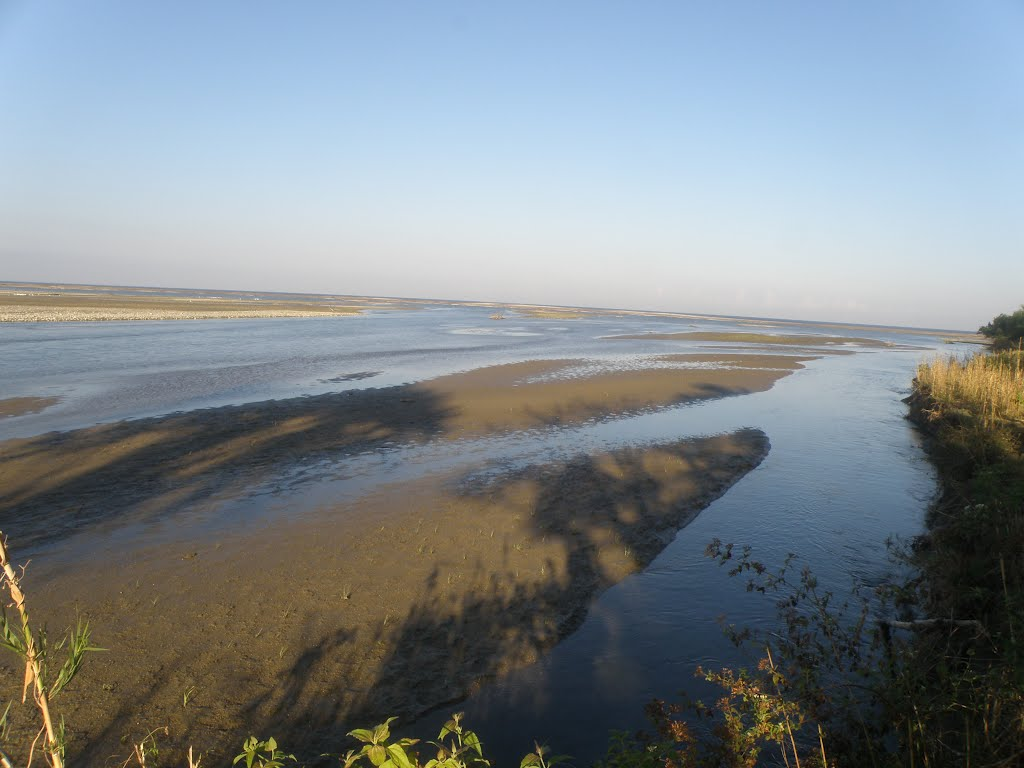
Річка Лоес
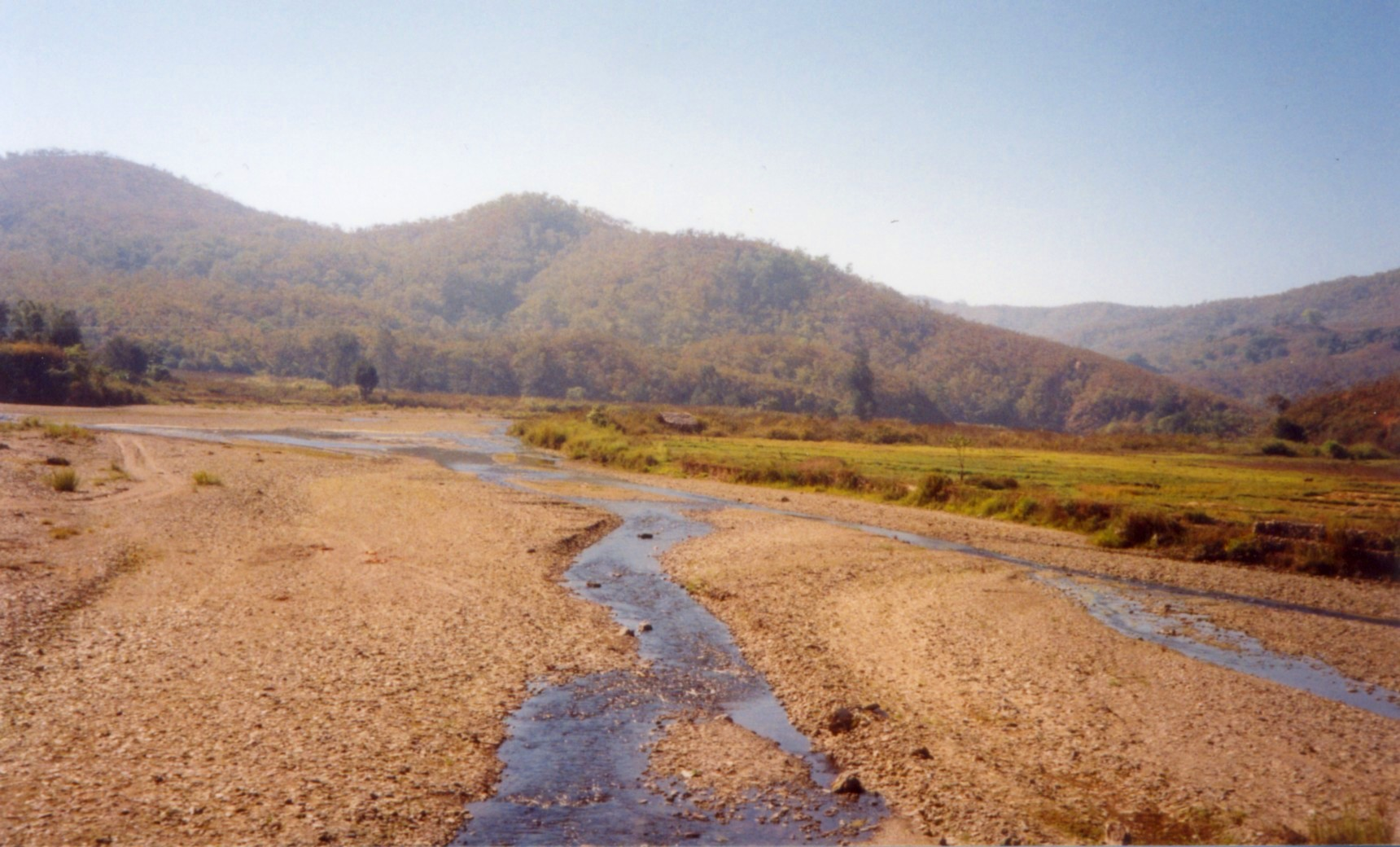
Річка Лакло
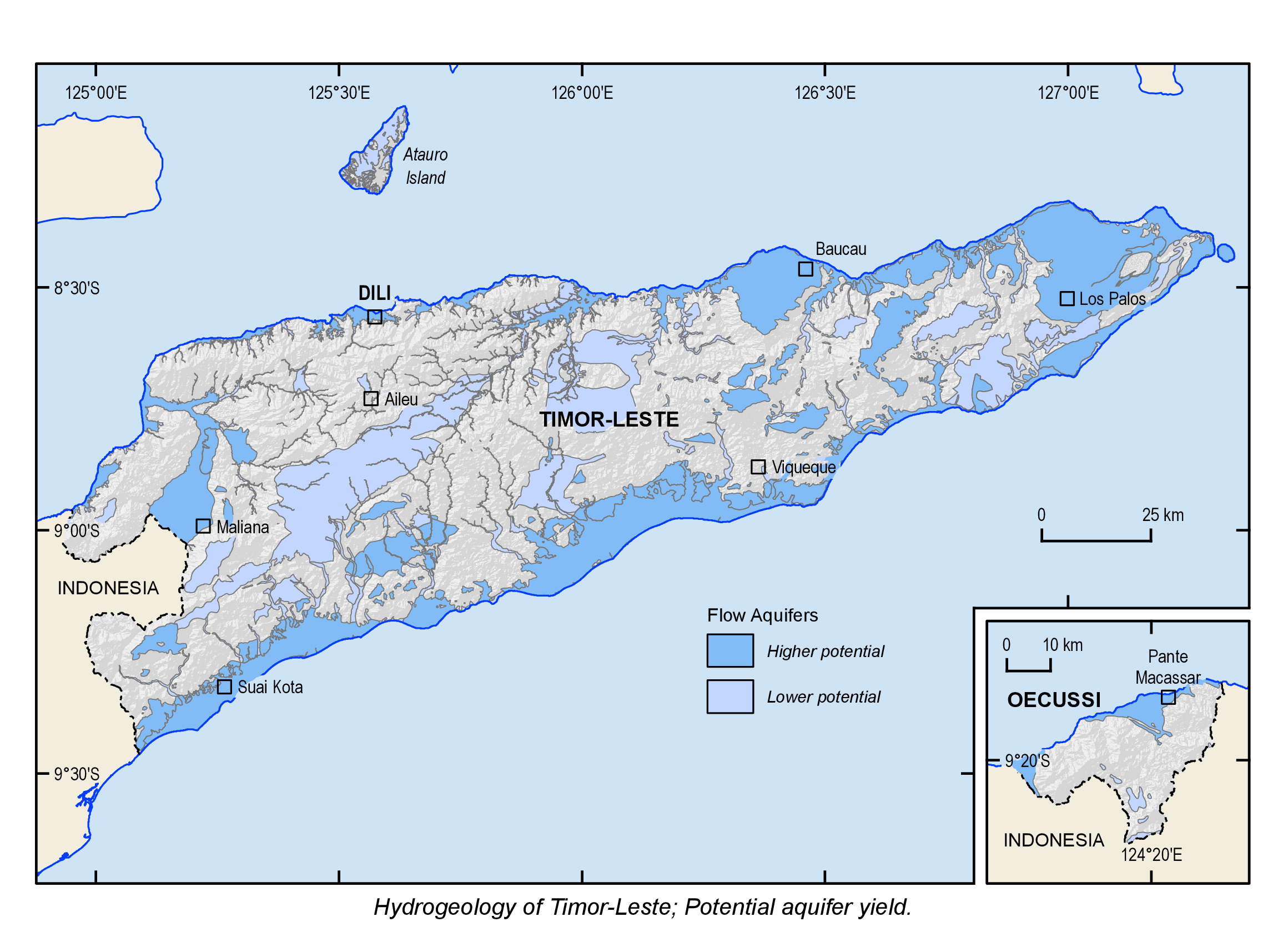
Потенційні можливості водозабору підземних вод

### Річки
Річки країни належать басейнам Тихого (північ) та Індійського (південь) океанів. Зі схилів центрального хребта стікають невеликі гірські річки: Лоес, Лакло, Сейкал, Бе-Луліо.

### Озера
Великі озера у Східному Тиморі відсутні. 

## Ґрунти

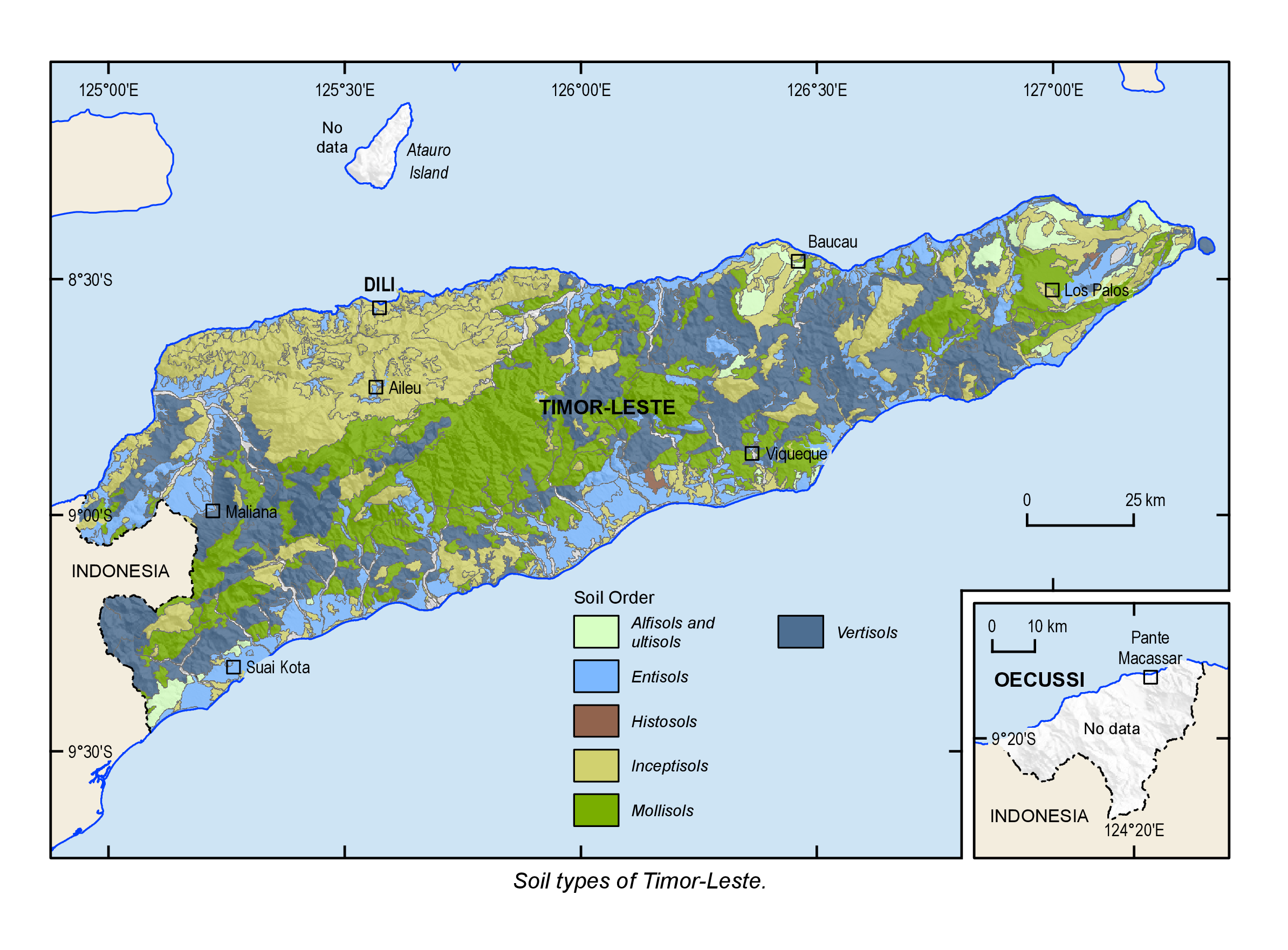
Типи ґрунтів
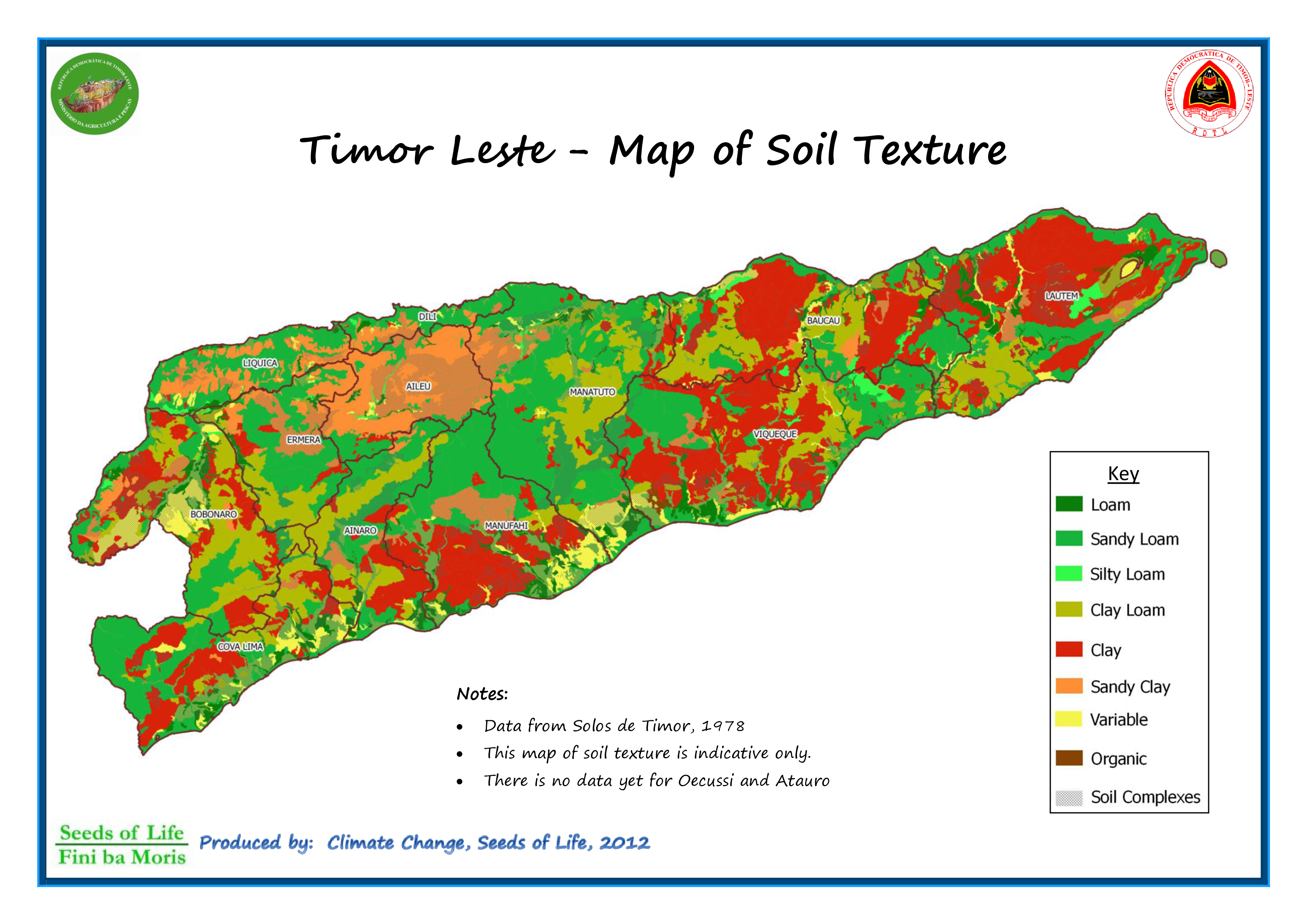
Структура ґрунтів

## Рослинність
Земельні ресурси Східного Тимору (оцінка 2011 року):
- придатні для сільськогосподарського обробітку землі — 25,1 %,
  - орні землі — 10,1 %,
  - багаторічні насадження — 4,9 %,
  - землі, що постійно використовуються під пасовища — 10,1 %;
- землі, зайняті лісами і чагарниками — 49,1 %;
- інше — 25,8 %[1].

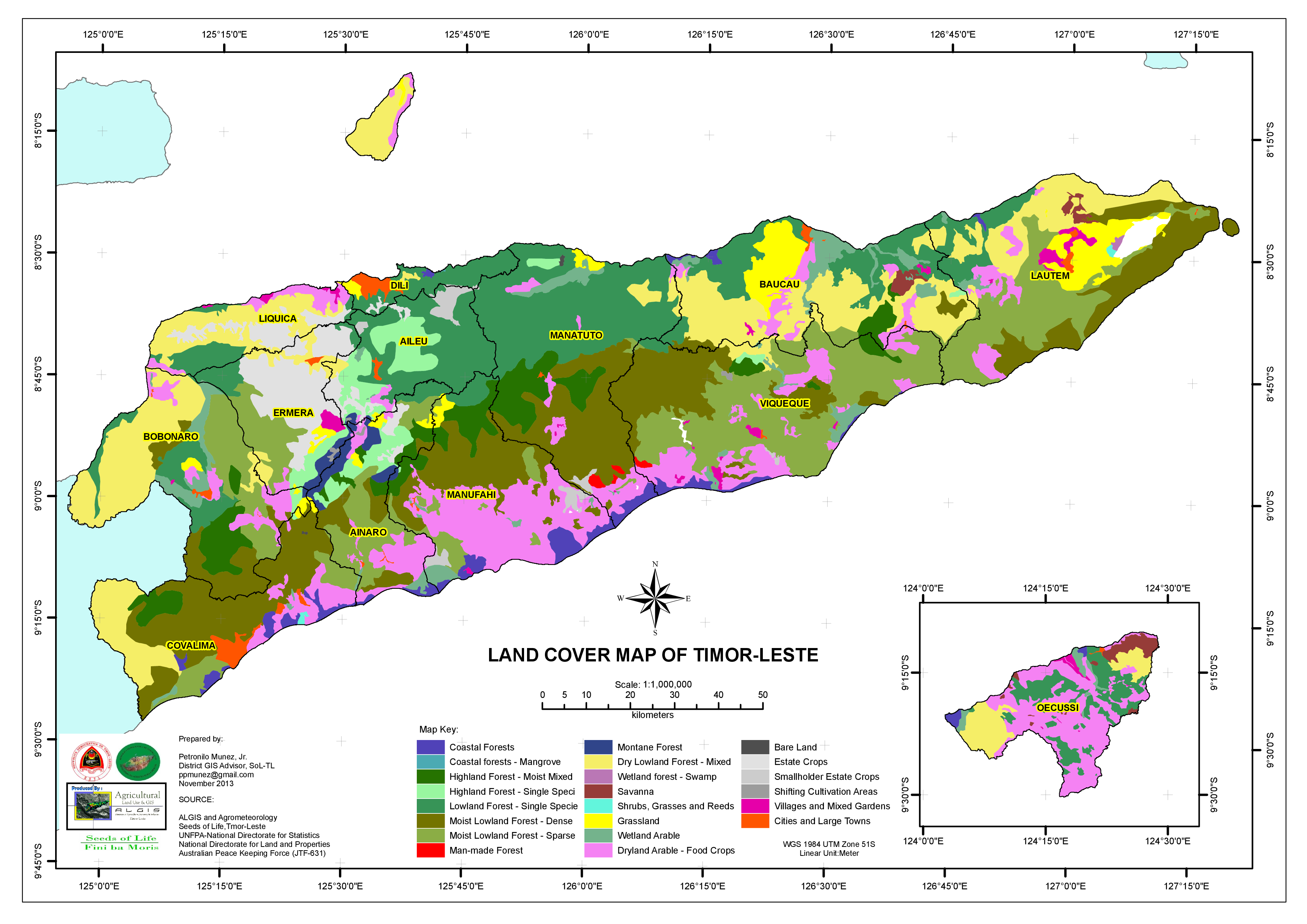
Карта рослинного покриву
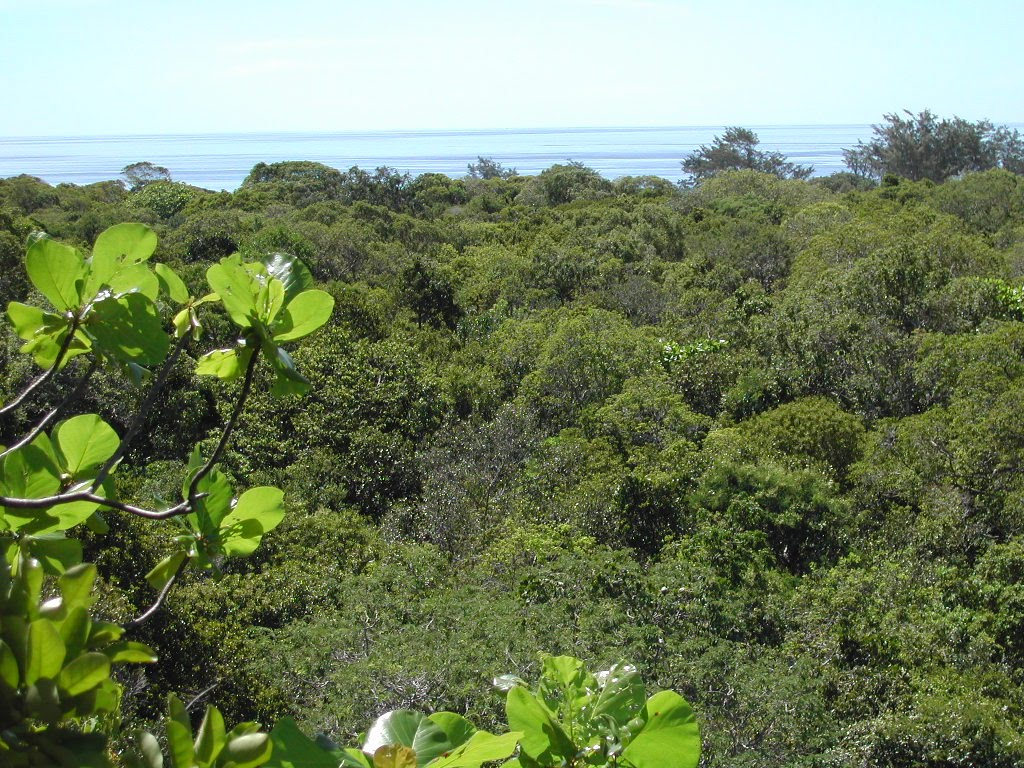
Сухі тропічні ліси

## Тваринний світ
У зоогеографічному відношенні територія країни відноситься до Сулавеської провінції Малайської підобласті Індо-малайської області.

## Охорона природи
Східний Тимор є учасником ряду міжнародних угод з охорони навколишнього середовища:
- Конвенції про біологічне різноманіття (CBD),
- Рамкової конвенції ООН про зміну клімату (UNFCCC),
- Кіотського протоколу до Рамкової конвенції,
- Конвенції ООН про боротьбу з опустелюванням (UNCCD)[1].

## Стихійні лиха та екологічні проблеми
На території країни спостерігаються небезпечні природні явища і стихійні лиха: часті повіді і зсуви ґрунту; землетруси; цунамі; тропічні циклони.
Серед екологічних проблем варто відзначити:
- підсічне землеробство призводить до знеліснення і ерозії ґрунтів острова.

## Фізико-географічне районування
У фізико-географічному відношенні територію Східного Тимору можна розділити на _ райони, що відрізняються один від одного рельєфом, кліматом, рослинним покривом:

### Українською
- Атлас світу / голов. ред. І. С. Руденко ; зав. ред. В. В. Радченко ; відп. ред. О. В. Вакуленко. — К. : ДНВП «Картографія», 2005. — 336 с. — ISBN 9666315467.
- Атлас. 7 клас. Географія материків і океанів / Укладачі О. Я. Скуратович, Н. І. Чанцева. — К. : ДНВП «Картографія», 2014.
- Бєлозоров С. Т. Географія материків. — К. : Вища школа, 1971. — 371 с.
- Барановська О. В. Фізична географія материків і океанів : навч. посіб. для студентів ВНЗ : [у 2 ч.]. — Н. : Ніжинський державний університет ім. Миколи Гоголя, 2013. — 306 с. — ISBN 978-617-527-106-3.
- Індонезія // Гірничий енциклопедичний словник : [у 3-х тт.] / за ред. В. С. Білецького. — Д. : Східний видавничий дім, 2004. — Т. 3. — 752 с. — ISBN 966-7804-78-X.
- Дубович І. А. Країнознавчий словник-довідник. — 5-те вид., перероб. і доп. — К. : Знання, 2008. — 839 с. — ISBN 978-966-346-330-8.
- Панасенко Б. Д. Фізична географія материків : навч. посіб. : в 2 ч. — В. : ЕкоБізнесЦентр, 1999. — 200 с.
- Фізична географія материків та океанів : підруч. для студ. вищ. навч. закл. : у 2 т / за ред. П. Г. Шищенка. — К. : Видавництво Київського нац. ун-т ім. Т. Шевченка, 2009. — Т. 1. : Азія. — 643 с. — ISBN 978-966-439-257-7.
- Юрківський В. М. Регіональна економічна і соціальна географія. Зарубіжні країни: Підручник. — 2-ге. — К. : Либідь, 2001. — 416 с. — ISBN 966-06-0092-5.

### Англійською
- (англ.) Graham Bateman. The Encyclopedia of World Geography. — Andromeda, 2002. — 288 с. — ISBN 1871869587.

### Російською
- (рос.) Авакян А. Б., Салтанкин В. П., Шарапов В. А. Водохранилища. — М. : Мысль, 1987. — 326 с. — (Природа мира)
- (рос.) Алисов Б. П., Берлин И. А., Михель В. М. Курс климатологии [в 3-х тт.] / под. ред. Е. С. Рубинштейна. — Л. : Гидрометиздат, 1954. — Т. 3. Климаты земного шара. — 320 с.
- (рос.) Апродов В. А. Вулканы. — М. : Мысль, 1982. — 368 с. — (Природа мира)
- (рос.) Апродов В. А. Зоны землетрясений. — М. : Мысль, 2010. — 462 с. — (Природа мира) — ISBN 978-5-244-01122-7.
- (рос.) Букштынов А. Д., Грошев Б. И., Крылов Г. В. Леса. — М. : Мысль, 1981. — 316 с. — (Природа мира)
- (рос.) Власова Т. В. Физическая география материков. С прилегающими частями океанов. Евразия, Северная Америка. — 4-е, перераб. — М. : Просвещение, 1986. — 417 с.
- (рос.) Гвоздецкий Н. А. Карст. — М. : Мысль, 1981. — 214 с. — (Природа мира)
- (рос.) Гвоздецкий Н. А., Голубчиков Ю. Н. Горы. — М. : Мысль, 1987. — 400 с. — (Природа мира)
- (рос.) Географический энциклопедический словарь: географические названия / под. ред. А. Ф. Трёшникова. — 2-е изд., доп. — М. : Советская энциклопедия, 1989. — 585 с. — ISBN 5-85270-057-6.
- (рос.) Исаченко А. Г., Шляпников А. А. Ландшафты. — М. : Мысль, 1989. — 504 с. — (Природа мира) — ISBN 5-244-00177-9.
- (рос.) Каплин П. А., Леонтьев О. К., Лукьянова С. А., Никифоров Л. Г. Берега. — М. : Мысль, 1991. — 480 с. — (Природа мира) — ISBN 5-244-00449-2.
- (рос.) Словарь современных географических названий / под общей редакцией акад. В. М. Котлякова. — Екатеринбург : У-Фактория, 2006.
- (рос.) Литвин В. М., Лымарев В. И. Острова. — М. : Мысль, 2010. — 288 с. — (Природа мира) — ISBN 978-5-244-01129-6.
- (рос.) Лобова Е. В., Хабаров А. В. Почвы. — М. : Мысль, 1983. — 304 с. — (Природа мира)
- (рос.) Максаковский В. П. Географическая картина мира. Книга I: Общая характеристика мира. — М. : Дрофа, 2008. — 495 с. — ISBN 978-5-358-05275-8.
- (рос.) Максаковский В. П. Географическая картина мира. Книга II: Региональная характеристика мира. — М. : Дрофа, 2009. — 480 с. — ISBN 978-5-358-06280-1.
- (рос.) Східний Тимор // Поспелов Е. М. Топонимический словарь. — М. : АСТ, 2005. — 229 с. — ISBN 5-17-016407-6.
- (рос.) Пфеффер П. Азия. — М. : Прогресс, 1982. — 316 с. — (Континенты, на которых мы живем)
- (рос.) География / под ред. проф. А. П. Горкина. — М. : Росмэн-Пресс, 2006. — 624 с. — (Современная иллюстрированная энциклопедия) — ISBN 5-353-02443-5.
- (рос.) Физико-географический атлас мира. — М. : Академия наук СССР и Главное управление геодезии и картографии ГУГК СССР, 1964. — 298 с.
- (рос.) Энциклопедия стран мира / глав. ред. Н. А. Симония. — М. : НПО «Экономика» РАН, отделение общественных наук, 2004. — 1319 с. — ISBN 5-282-02318-0.